# Rządza (rzeka)

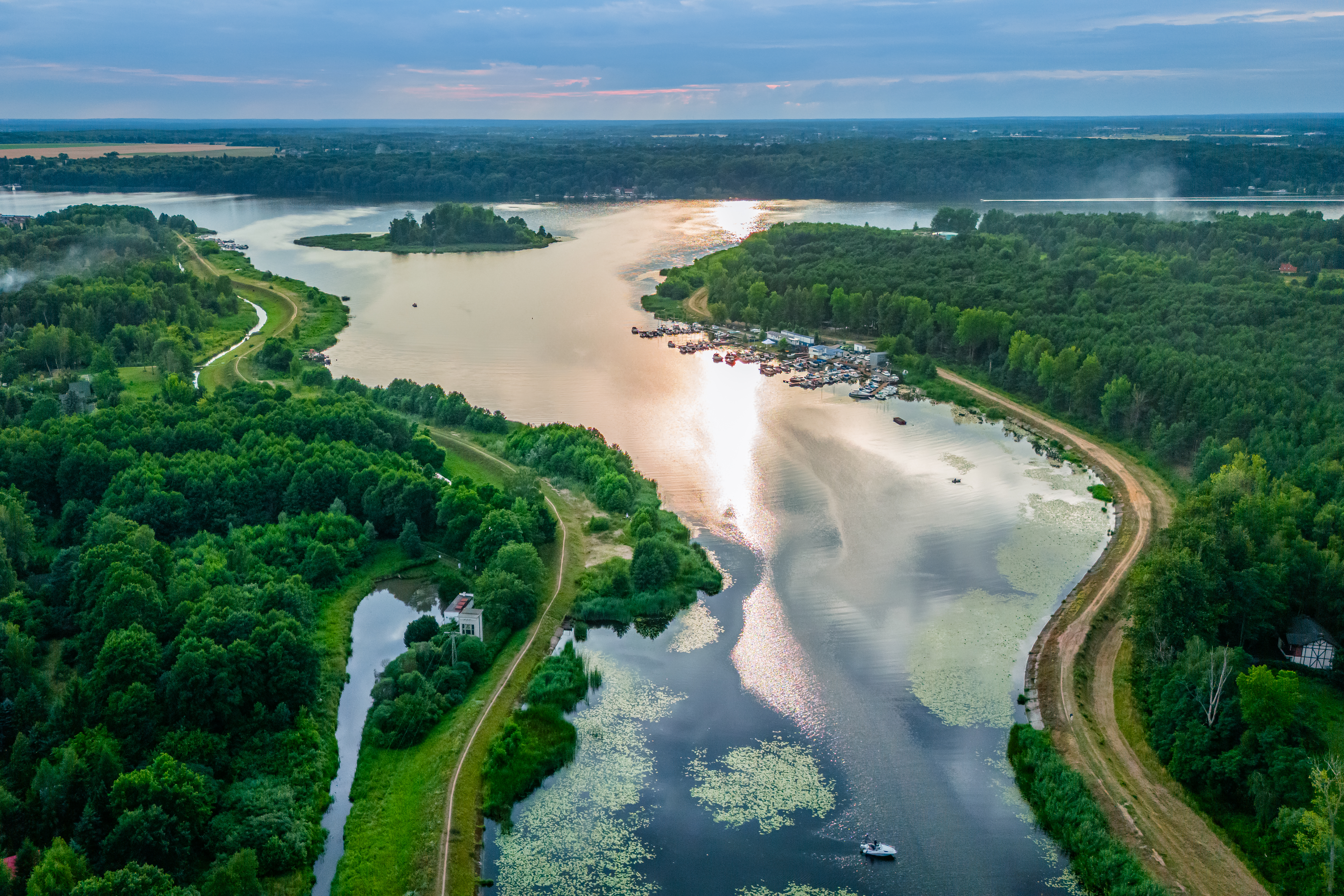
Ujście Rządzy do Narwii, wyspa Euzebia, Rynia, Arciechów

Rządza – rzeka na Nizinie Mazowieckiej w dorzeczu Wisły, ostatni lewy dopływ Narwi.

## Charakterystyka
Jej źródła znajdują się na północny zachód od Kałuszyna. Rzeka w dolnym biegu poniżej Starych Załubic jest spiętrzona (wpływ zapory w Dębem) i stanowi część Jeziora Zegrzyńskiego. Długość rzeki wynosi ok. 66 km, a powierzchnia zlewni 475,9 km². Rzeka biegnie z pd.-wsch. na pn.-zach. Rozciągłość geograficzna rzeki: południkowa - 25 km, równoleżnikowa - 46 km. Odległość od źródła do ujścia w lini prostej wynosi 56 km. Współczynnik rozwinięcia rzeki wynosi 1,18. Rzeka przebiega przez 3 powiaty: Miński, Wołomiński i (przez ostatnie 2 km) Legionowski. Rzeka styka się z Rynią w Powiecie Legionowskim na ostatnich 2 km swojego biegu; opływa Rynię od północy i Załubice od południa.
Największym dopływem jest Cienka. Wizerunek obu rzek znajduje się w herbie gminy Klembów. Symbolizuje ją złoty falisty rosochacz (figurę zaszczytną) umieszczony w zielonym polu. Prawostronny dopływ Cienkiej, Rynia (w okolicy wsi Kury i Stryjki) była w średniowieczu uważana za rzekę główną (do której wpadała Cienka). Nazwa rzeki ma związek z 2 miejscowościami: Rynią spod której wypływa, oraz Rynią, w której Rzeka uchodzi do Narwi. 

## Przyroda
Źródla Rządzy znajdują się w lesie, wśród morenowych pagórków na Wysoczyźnie Kałuszyńskiej, na około 198 m.n.p.m. Rzeka meandruje, tworząc liczne zakola. Na granicach miejscowości Witkowizna i Rządza (gmina Rządza) znajduje się 3-hektarowy zbiornik retencyjny na rzece. W okolicy ujścia w nurcie zlokalizowana jest zalesiona wyspa o potocznej nazwie Euzebia, zamieszkała m.in. przez wydry. Liczący trzydzieści kilometrów górny odcinek rzeki ma status rzeki górskiej, charakteryzuje go duży spadek, piaszczyste i żwirowe podłoże. Górny odcinek jest systematycznie zarybiany pstrągiem potokowym. Obowiązuje tu zasada "złów i wypuść". Można tu spotkać również szczupaki, jazie, klenie, okonie i płocie. Na większości długości rzeka ma charakter nizinny. Wzdłuż rzeki działają bobry. Brzegi porastają olszyny i tatarak, na wiosnę można tu spotkać kaczeńce. Na początku roku rzeka często wylewa na okoliczne łąki.
Rzeka pozostała przez wieki dobrem przyrodniczym Mazowsza ze względu na małe oddziaływanie na nią czynnika ludzkiego.

## Turystyka
W dolnym biegu Rządza jest średniotrudnym szlakiem kajakowym. 
Na początku XX w. na odcinku pomiędzy Stanisławowem a Załubicami działały cztery młyny wodne. Najdłużej z nich działał młyn w Starym Kraszewie, znajdował się tu do lat 1970.  

## Przebieg
- Powiat Miński: Kluki, Chrościce, Wólka Kałuska, Budy Przytockie, Żebrówka, Budy Kumiskie, Góry, Wiśniew, Wiśniówka, Krupowizna, Witkowizna, Jeżakowizna, Tymoteuszew, Olechów, Wola Polska, Gęsianka, Sokóle, Wólka Mlęcka, Kolonie Stanislawów, Rakówiec, Osęczyzna, Wólka Piecząca, Rządza, Ołdakowizna, Papiernia.

- Powiat Wołomiński: Turze, Rojków, Wólka Dąbrowicka, Cygów, Nowy Cygów, Laskowizna, Józefin, Czubajowizna, Lipka, Nadbiel, Krzywica, Ostrówek, Pasek, Klembów, Michałów, Dobczyn, Nowy Kraszew, Stary Kraszew, Wiktorów, Stary Dybów, Zwierzyniec, Zawady, Dąbrówka, Łosie, Mokre, Ruda, Borki, Stare Załubice, Nowe Załubice.

- Powiat Legionowski: Rynia

## Galeria

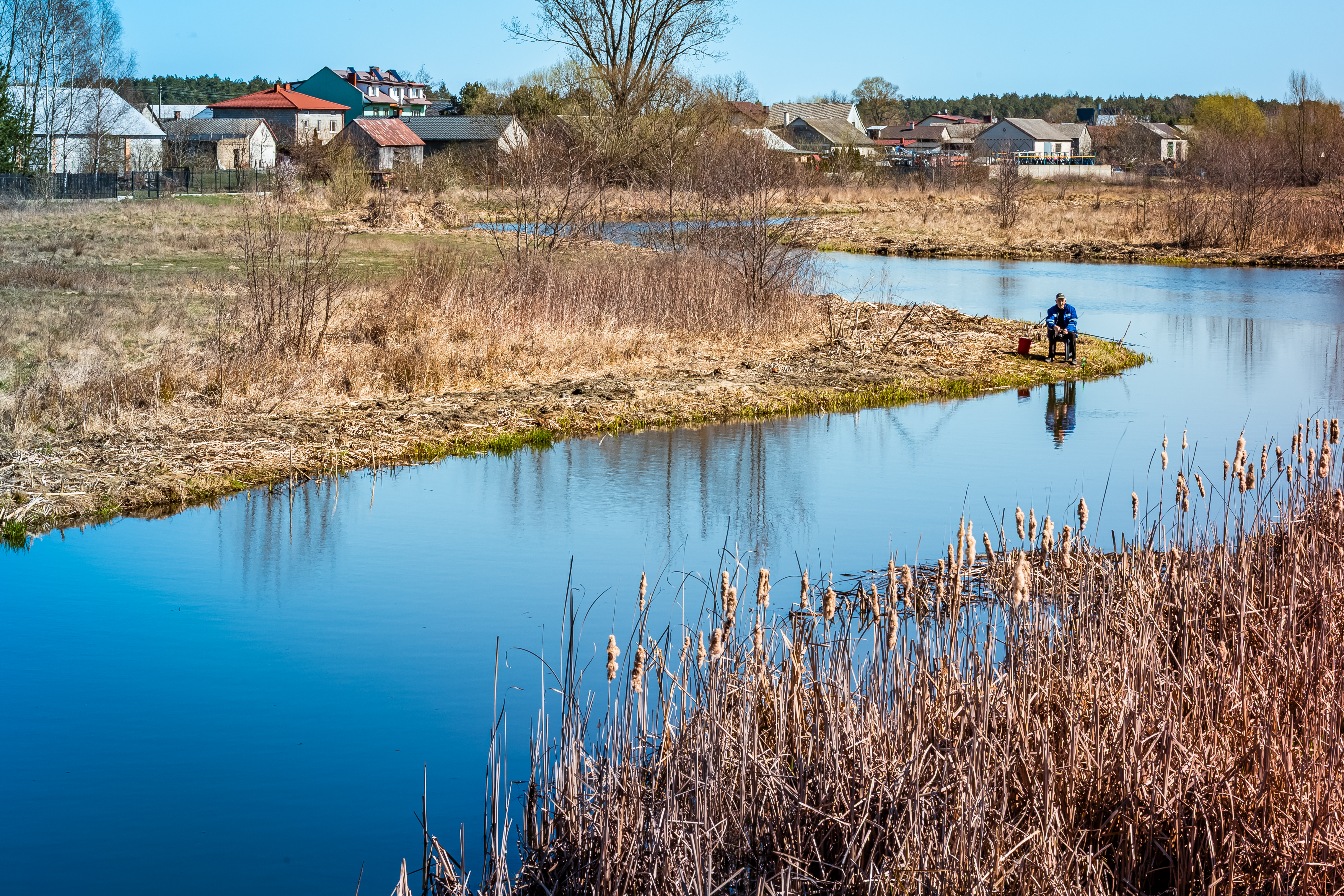
Rządza w Starych Załubicach
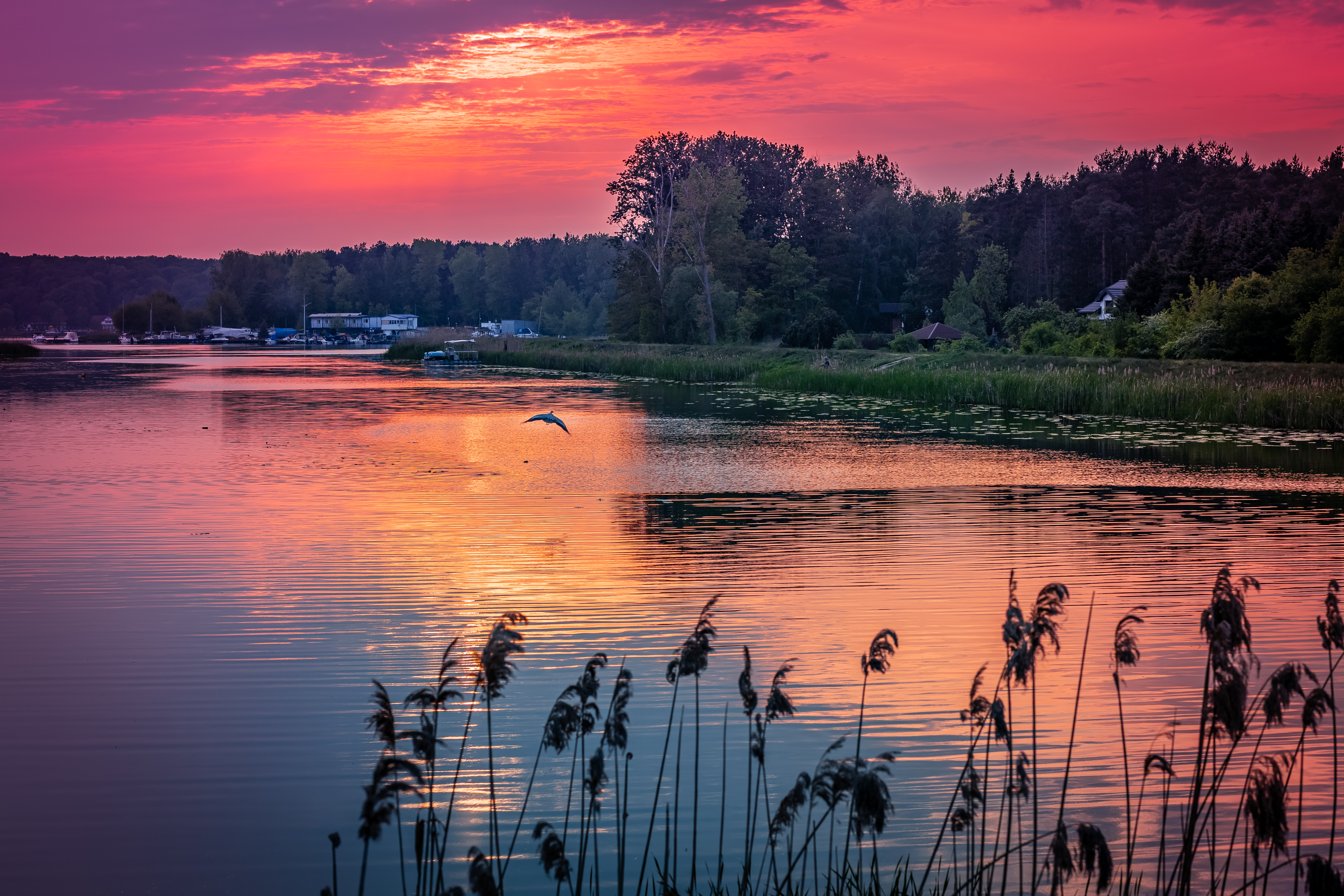
Rządza w Arciechowie
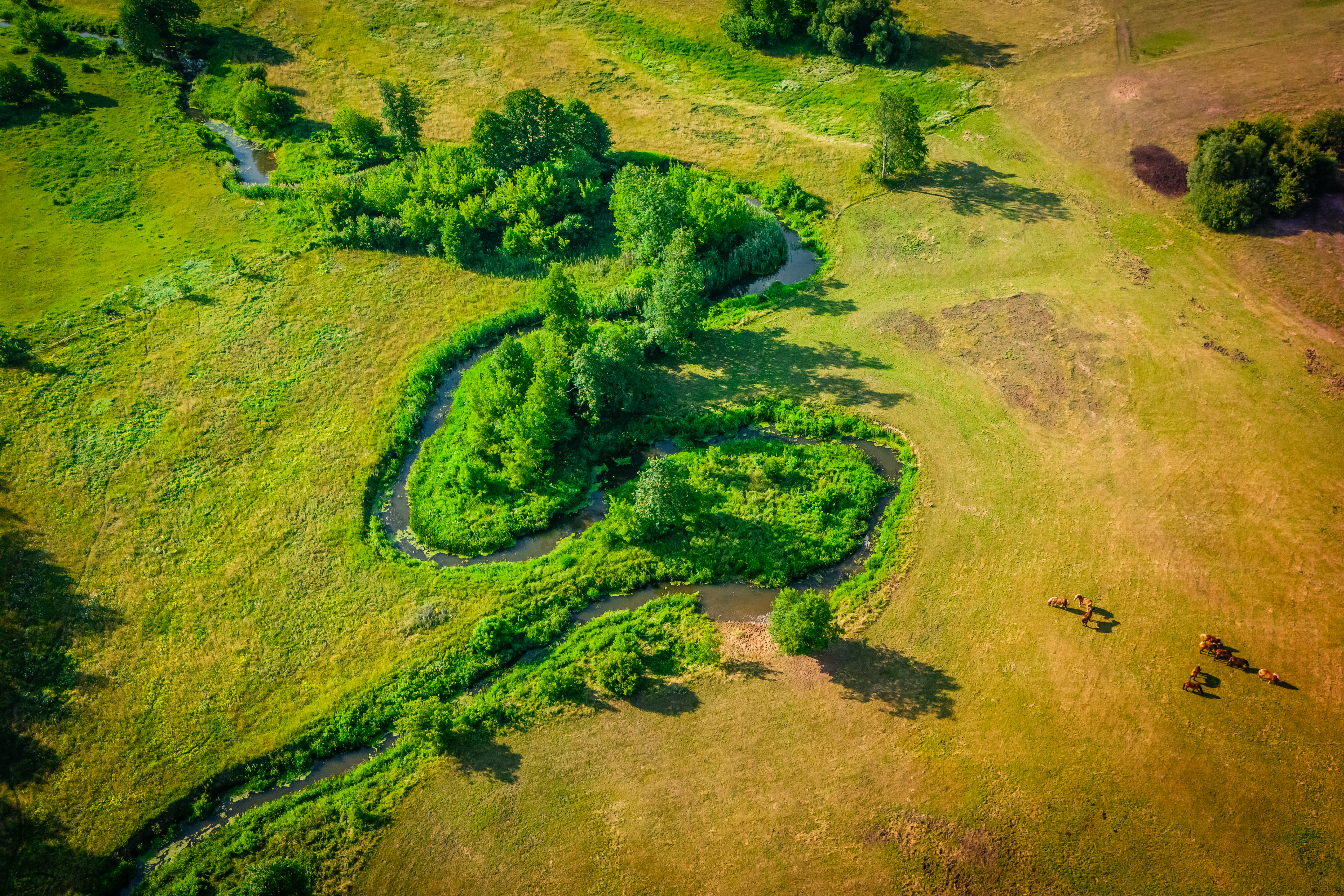
meandry Rządzy w Nowych Załubicach
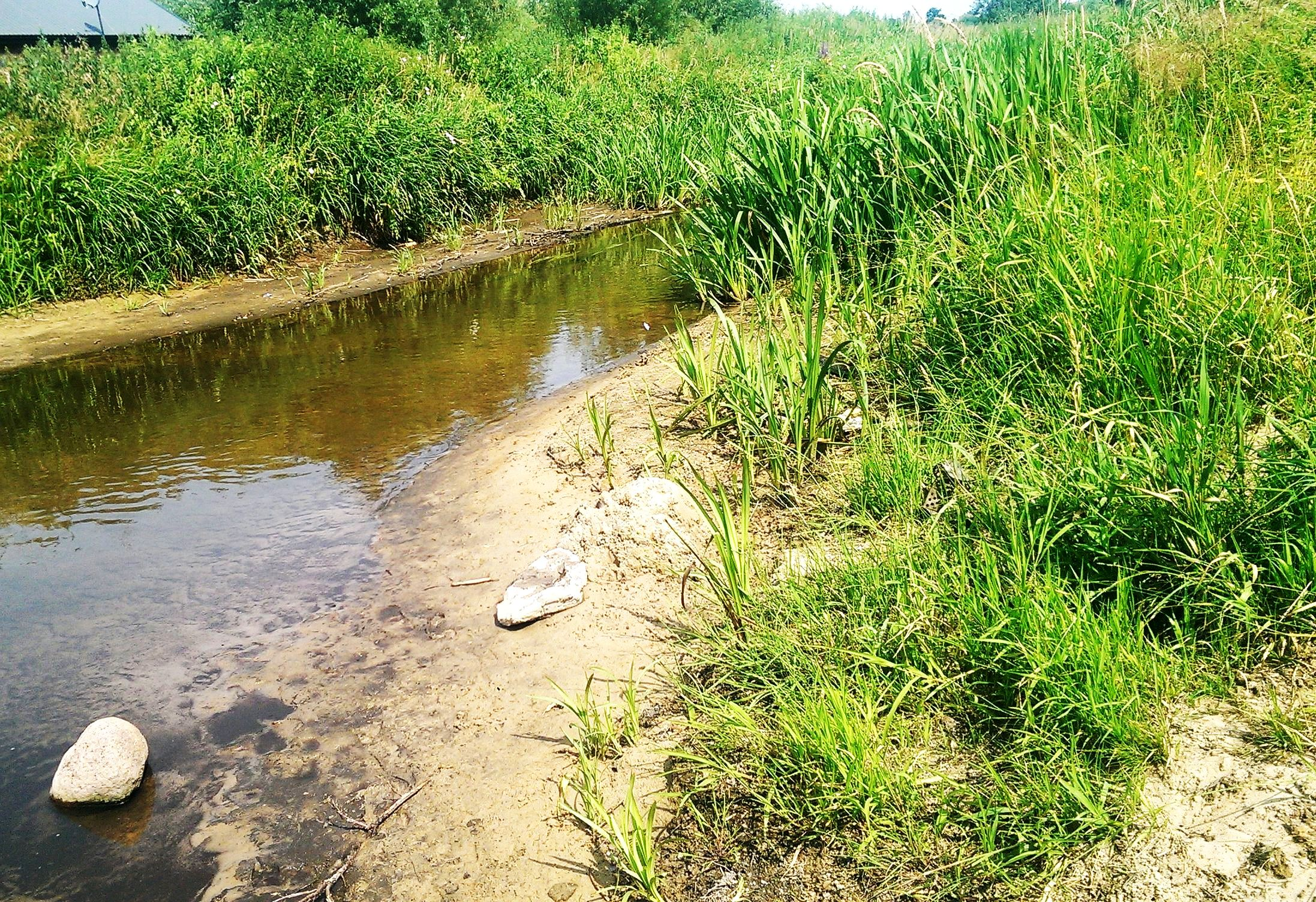
Rządza w Starym Kraszewie